# Clematepistephium
Clematepistephium é um género botânico pertencente à família das orquídeas. Sua única espécie é o Clematepistephium smilacifolium, endêmico da Nova Caledônia. Esta espécie pode ser facilmente reconhecida por ser a única espécie de orquídea trepadeira, provida de clorofila, mas sem raízes aéreas.